# Nathalie küsst
Nathalie küsst ist ein französischer Liebesfilm aus dem Jahr 2011. Es handelt sich dabei um die Verfilmung des gleichnamigen Romans von David Foenkinos.

## Handlung
Nathalie Kerr lebt und liebt mit François in einer glücklichen und romantischen Beziehung. So spielen sie jedes Jahr in einem Café ihr Kennenlernen nach und führen auch sonst viele kleine Rituale durch. Das Leben läuft für Nathalie perfekt. Sie hat einen neuen Job, beide heiraten und die Familie scheint sich auch gut zu verstehen. Nach drei Jahren Ehe ist Nathalie beruflich erfolgreich und weiterhin glücklich verliebt, bis sie die Nachricht erhält, dass François beim Joggen durch einen Verkehrsunfall tödlich verletzt worden ist. Sie ist tief getroffen und zieht sich emotional zurück. Sie versucht, mit ihrem Schmerz umzugehen, indem sie all seine Sachen wegwirft, kann aber seine Telefonnummer nicht löschen. Sie versucht, sich durch so viel Arbeit wie möglich zu betäuben. Nach drei weiteren Jahren scheint es ihr wieder besser zu gehen. Sie ist erfolgreich im Beruf und wird befördert. Um die Beförderung zu feiern, lädt ihr Chef Charles sie in ein Restaurant ein und versucht, ihr näher zu kommen. Doch nicht nur, dass Nathalie sich emotional zurückgezogen hat, sie verdeutlicht ihm auch, dass er nicht ihr Typ sei und sie niemals auch nur daran denken könnte, etwas mit ihm anzufangen.
Am nächsten Morgen erscheint der schwedische Mitarbeiter Markus Lundell in ihrem Büro und fragt nach der 114. Nathalie steht gedankenverloren auf und küsst ihn. Plötzlich fängt Markus an, von ihr zu schwärmen, wobei er sich fragt, warum sie ihn geküsst hat. Am nächsten Morgen versucht er, diesen Kuss zu wiederholen, und geht erneut in ihr Büro. Doch anstatt ihn erneut zu küssen fragt sich Nathalie, was er von ihr will. Er erzählt ihr, was passiert ist. Sie kann sich nicht erinnern, und ihr ist alles unglaublich peinlich, sodass sie sich bei ihm entschuldigt. Das ist ihm aber nicht genug, sodass er sie bald darauf erneut aufsucht und sie stürmisch küsst. Nathalie ist erschrocken, und Markus flüchtet. Nathalie findet ihn auf dem Dach, wo sie einer Einladung zum Essen zustimmt. Beim Chinesen bestellt er Gericht Nummer 114. Das Essen läuft so gut, dass sich Markus motiviert genug fühlt, mit dem Joggen anzufangen. Nach einem zweiten Abend, mit einem angenehmen Theaterbesuch, fühlen sich beide so wohl, dass sie durch die Straßen schlendern. Allerdings erkennt Markus, dass Nathalie viel zu gut für ihn sei, weswegen er davonläuft und sie allein zurücklässt.
Am nächsten Tag versucht Nathalie, mit ihm zu sprechen. Aber Markus verhält sich professionell distanziert und bricht jedes weitere Gespräch ab. Das macht Nathalie so wütend, dass sie auf der anschließenden Geburtstagsfeier ihrer Assistentin Chloé fast eine Szene macht. Aber Markus kann sich nicht lange seiner Gefühle erwehren und macht ihr ein kleines Geschenk, und beide treffen sich erneut beim Essen. Dabei glaubt Markus immer noch, dass Nathalie die Beziehung beenden wird. Doch als sie kommt, fühlt sie sich wohl und möchte nirgendwo anders sein als bei ihm. Sie will nicht über ihre Beziehung reden, sie will einfach nur, dass es immer weitergeht. Das Büro hat längst Kenntnis von der Beziehung, und Charles, der immer noch heimlich in Nathalie verliebt ist, wird von Eifersucht getrieben. Er lädt Markus zum Trinken ein und muss feststellen, dass Markus genau der Typ Mann ist, der für Nathalie richtig ist, sensibel, nett und poetisch veranlagt. Das macht ihn wütend. Markus selbst wird wütend, als er merkt, dass Nathalies Freunde nichts von ihm halten. Er erzählt ihr von seinem Treffen mit Charles, was wiederum Nathalie wütend macht. Sie läuft am nächsten Tag in das Büro ihres Chefs und schlägt ihm ins Gesicht. Er habe kein Recht, sich in ihr Liebesleben einzumischen. Charles verrät, dass er nicht nur angewidert ist von Markus’ Bedeutungslosigkeit und Hässlichkeit, sondern ihn auch für ein besseres Gehalt hat nach Stockholm befördern lassen. Das macht Nathalie noch wütender, bis Charles plötzlich ihren verstorbenen Ehemann François erwähnt. Das versetzt Nathalie in eine Schockstarre, die dazu führt, dass sie abreist und ein anstehendes Meeting, welches drei Monate Vorbereitung gebraucht hat, platzen lässt.
Nathalie fährt davon. Markus erfährt davon, und sie holt ihn vom Bahnhof Montgeroult–Courcelles ab. Nathalie erzählt Markus von ihrem verstorbenen Ehemann. Beide wuchsen in derselben Gegend auf und haben sich doch nie getroffen. Sie besuchen François’ Grab und anschließend im strömenden Regen Nathalies Oma. Da sie völlig durchnässt sind, tragen sie Kleidung von Nathalies Großeltern und verbringen nach einem ausgelassenen Abend ihre erste Liebesnacht miteinander. Am nächsten Morgen zeigt Nathalie Markus den Garten und erzählt ihm, wie sie hier immer  ihre Sommer verbracht hat. Er schlägt vor, wie früher einfach mal wieder Verstecken zu spielen. Dabei versteht er, dass er nicht nur auf den Spuren Nathalies wandelt, sondern sich auch im Herzen Nathalies verstecken möchte.

## Kritik
Das Lexikon des internationalen Films meinte: „Der Film löst das Drama in einer temporeichen, von nuanciert aufspielenden Darstellern getragenen Komödie auf, die zwar in der Verteilung der Geschlechterrollen extrem bieder bleibt, aber durch die sorgfältige Inszenierung dennoch gut unterhält.“
Die Filmbewertungsstelle gab dem Film das Prädikat „besonders wertvoll“ und meinte: „Entstanden ist eine herrlich leichtfüßige Liebeskomödie mit einer zauberhaften Audrey Tautou in der Hauptrolle. Ganz sensibel wird die Romanze zwischen Nathalie und Markus erzählt, der sich selbst mit Ironie betrachtet und durch seine bescheidene und humorvolle Art nach und nach das Herz Nathalies für sich gewinnt. Die Einfälle sind originell, die Bildsprache ist poetisch und über allem liegt ein Soundtrack voller berührender Chansons. Ein modernes und wunderbar französisches Kinomärchen über die Liebe, die immer wieder für Überraschungen gut ist.“

## Hintergrund
Weltpremiere hatte der Film am 8. November 2011 auf dem Sarlat Film Festival. In Deutschland kam er am 12. April 2012 in die Kinos, seit dem 20. September 2012 ist er auf DVD und Blu-ray Disc erhältlich.
Bei der Verleihung des französischen Filmpreises César 2012 war er nominiert in den Kategorien Bestes adaptiertes Drehbuch und Bestes Erstlingswerk.